# HFC EDO in het seizoen 1958/59
Het seizoen 1958/1959 was het vijfde jaar in het bestaan van de Haarlemse betaaldvoetbalclub EDO. De club kwam uit in de Tweede divisie A en eindigde daarin op de 10e plaats. Tevens deed de club mee aan het toernooi om de KNVB beker, hierin werd in de derde ronde verloren van ADO (2–3).

## Wedstrijdstatistieken

### Tweede divisie A
|       | Baronie | DHC   | DOSKO | EBOH  | 't Gooi | Hilversum | LONGA | ONA   | UVS   | De Valk | Velox | Wilhelmina | Xerxes | Zeist |
| ----- | ------- | ----- | ----- | ----- | ------- | --------- | ----- | ----- | ----- | ------- | ----- | ---------- | ------ | ----- |
| Thuis | 0 – 0   | 1 – 1 | 4 – 1 | 2 – 0 | 1 – 3   | 1 – 0     | 2 – 0 | 2 – 2 | 1 – 0 | 1 – 4   | 1 – 2 | 2 – 1      | 1 – 3  | 2 – 4 |
| Uit   | 2 – 2   | 1 – 2 | 0 – 1 | 4 – 1 | 2 – 0   | 3 – 2     | 6 – 3 | 1 – 0 | 1 – 3 | 2 – 0   | 3 – 0 | 1 – 2      | 2 – 0  | 1 – 1 |

### KNVB beker
| 1e ronde                                           | VEP                                 | 2 – 3 (1 – 1)                      | EDO                                         |
| 1 januari 1959 Plaats: Woerden Sportpark Cromwijck | Jan Schalkwijk 3' Toon van Dijk 80' |                                    | 41' Hans Spiers 48', 81' Jaap Duivenvoorden |
| 2e ronde                                           | Velsen                              | 1 – 2 (0 – 0, 1 – 1) Na verlenging | EDO                                         |
| 18 april 1959 Plaats: Driehuis Sportpark Driehuis  | Wilms Floet                         |                                    | –', –' Nijman                               |
| 3e ronde                                           | ADO                                 | 3 – 2 (2 – 2)                      | EDO                                         |
| 9 mei 1959 Plaats: Den Haag Zuiderparkstadion      | Lex Rijnvis 20', 23', 80' (pen.)    |                                    | 30' Henk Belfroid 32' Jaap Duivenvoorden    |

## Statistieken EDO 1958/1959

### Eindstand EDO in de Nederlandse Tweede divisie A 1958 / 1959
| Stand | Gespeeld | Gewonnen | Gelijk | Verloren | Punten | Doelpunten voor | Doelpunten tegen |
| ----- | -------- | -------- | ------ | -------- | ------ | --------------- | ---------------- |
| 10e   | 28       | 10       | 5      | 13       | 25     | 38              | 50               |

### Topscorers
| #                | Naam                       | Goal |
| ---------------- | -------------------------- | ---- |
| 1.               | Henk Belfroid              | 10   |
| 1.               | Jaap Duivenvoorden         | 10   |
| 3.               | Hans Spiers                | 4    |
| 4.               | Van Vark                   | 3    |
| 5.               | Arie Klein                 | 2    |
| 5.               | Henk Leonardt              | 2    |
| 7.               | Roelof van Dijk            | 1    |
| 7.               | De Gooyer                  | 1    |
| 7.               | Ferry Kook                 | 1    |
| 7.               | Van der Sluys              | 1    |
| 7.               | De Vries                   | 1    |
| Eigen doelpunten |                            |      |
| 1.               | Jan Los (Hilversum)        | 1    |
| 1.               | Tiny van Vugt (Wilhelmina) | 1    |
| Totaal           | Totaal                     | 38   |

| #      | Naam               | Goal |
| ------ | ------------------ | ---- |
| 1.     | Jaap Duivenvoorden | 3    |
| 2.     | E. Nijman          | 2    |
| 3.     | Henk Belfroid      | 1    |
| 3.     | Hans Spiers        | 1    |
| Totaal | Totaal             | 7    |